# Massilia eburnea
Massilia eburnea es una bacteria gramnegativa del género Massilia. Fue descrita en el año 2020. Su etimología hace referencia al color marfil. Anteriormente conocida como Pseudoduganella eburnea, que se describió en el 2017. Es aerobia y móvil por flagelo polar. Tiene un tamaño de 0,4-0,5 μm de ancho por 1,5-2 μm de largo. Forma colonias de color marfil tras 5 días de incubación en agar R2A. Temperatura óptima de crecimiento de 28 °C. Catalasa y oxidasa positivas. Es sensible a penicilina, cloranfenicol, ácido nalidíxico, rifampicina y ampicilina. Tiene un contenido de G+C de 64,1%. Se ha aislado de sedimentos de un lago en Carolina del Norte, Estados Unidos. También se ha aislado de suelos. Esta bacteria se ha estudiado para la síntesis de nanopartículas de plata (NPs-Ag).